# النقل في ميونخ

## مطار ميونخ
المطار الرئيسي في ميونخ هو مطار فرانز جوزيف ستراوس الدولي (بالألمانية: Franz Josef Strauss International Airport)، وهو ثاني أكبر مطار في ألمانيا بعد فرانكفورت، وفيه حوالي 34 مليون مسافراً في العام. ويقع المطارعلى بعد 30 كم إلى الشمال الشرقي من مركز المدينة. يمكن الوصول إلى المطار باستخدام خطوط القطارات الخاصة بالضواحي، الخط إس8 من شرق المدينة وإس1 من غربها.

## النقل العام
تقدم ميونخ لسكانها وسكان المناطق المحيطة والذين يبلغ عددهم 2.6 مليون نسمة أكثر أنظمة النقل شموليةً ودقةً بالمواعيد، جامعاً بين قطار ميونخ للأنفاق وخط ميونخ للسكك الحديدية (قطارات الضواحي) و«الترام» وشبكة نقل كثيفة للحافلات. يشرف على النظام رابطة ميونخ للنقل والتعرفة (بالألمانية: Munich Transport and Tariff Association). ويجدر الإشارة إلى أن ترام ميونخ هو أقدم وسيلة نقل في المدينة، كونه يعمل منذ العام 1876م.
وتقع محطة ميونخ الرئيسية للقطار (بالألمانية: Hauptbahnhof) في وسط المدينة، وهناك محطتان أخرى ان هما باسينغ (بالألمانية: Pasing) في غرب المدينة ومحطة ميونخ الشرقية للسكك الحديدية (بالألمانية: Munich Ostbahnhof) في الشرق؛ وجميعها مرتبطة بنظام النقل العام. أما قطارات السرعة العالية "ICE highspeed trains" فهي تقف في المحطتين المركزية والغربية فقط، بينما تتوقف قطارات اليورو سيتي "EuroCity " والإنتر سيتي "InterCity" المتجهة إلى شرق ميونخ في المحطة الشرقية.
تشكل ميونخ جزءاً أساسياً من شبكة الطرق السريعة لألمانيا الجنوبية، فهي تشكل المحطة الأخيرة للعديد من القطارات وهي القادمة من شتوتغارت (W) ومن نورنبيرغ وفرنكفورت وبرلين (N) ومن ديجيندورف وباسو (E) ومن سالزبيرغ وإنسبراك (SE) ومن غارمش بارتنكيرشين (S) ومن لينداو (SW). حيث تسمح هذه الخطوط بالاتصال المباشر مع أجزاء مختلفة من ألمانيا والنمسا وإيطاليا. إلا أن الازدحام يكون كبيراً في داخل وخارج ميونخ.
وقد أصبح ركوب الدرجات الهوائية من الأمور الشائعة كبديل عن النقل الذي يستخدم المحركات، حيث يستخدم عدد كبير من الأشخاص طرق الدراجات الهوائية، الذي يزداد باستمرار، طوال أيام السنة.